# Mirko Filipović
Mirko "Cro Cop" Filipović (Vinkovci, 10. rujna 1974.), bivši borac mješovitih borilačkih vještina, hrvatski boksač, kickboksač, K-1 borac, bivši političar i specijalac Antiterorističke jedinice Lučko. U svojoj karijeri ima 38 pobjeda (28 nokauta, 6 predaja, 4 sudačke odluke), 11 poraza (5 nokauta, 3 predaje, 3 sudačke odluke), 2 neodlučene i 1 nevažeću borbu.
2006. je osvojio Prideov Grand Prix, a u 2007. je potpisao za UFC. Svoj dječački san ostvario je 2013. kada je u zagrebačkoj Areni Zagreb osvojio K1 World Grand Prix i time je postao tek 2. čovjek koji drži naslove u K1 i MMA-u. 2014. osvaja IGF pojas prvaka pobijedivši bivšeg olimpijskog pobjednika u judu,  Satoshija Ishiija, s kojim je kasnije postao dobar prijatelj i trening partner.
Prvog dana ožujka 2019. godine, zbog zdravstvenih razloga, oprašta se od svijeta borilačkih sportova.

## Životopis
Mirko Filipović rodio se 10. rujna 1974. godine u Vinkovcima. Osnovnu školu završio je 1989. godine u Privlaci u blizini Vinkovaca. Gimnaziju u Vinkovcima upisuje iste godine, a za vrijeme Domovinskog rata treći razred završava u Varaždinu. Četvrti razred završava u svojoj matičnoj gimnaziji u Vinkovcima, gdje je 1993. godine maturirao s vrlo dobrim uspjehom. Nakon završene gimnazije odlazi u Zagreb gdje upisuje Policijsku akademiju. U to vrijeme trenira razne borilačke sportove i sudjeluje na brojnim natjecanjima u zemlji i Europi.
Nakon završene akademije postaje članom Antiterorističke jedinice Lučko. Kako se sve više okretao sportu gdje je postizao sve bolje rezultate, početkom 2000. godine sporazumnim ugovorom odlazi iz Ministarstva unutarnjih poslova RH. Nakon toga prelazi u profesionalne borce ultimate fighta i započinje svoju profesionalnu karijeru.

## Borilačka karijera

### Karate
Mirko svoj početak karijere u borilačkim sportovima započinje u Varaždinu gdje je kratko boravio. Trenirao je karate kod bivšeg ministra unutarnjih poslova Marijana Mlinarića, no nakon toga ubrzo prelazi na boks.

### Boks
Mirko početak u svijetu boksa započinje u amaterskom boksu gdje ostvaruje vrhunske rezultate uz izvrstan omjer pobjeda i poraza. Od tog razdoblja ostala mu je vrhunska boksačka vještina, kojom je kasnije odskakao od ostalih boraca u kickboksu i u K-1, odnosno na koncu i u mješovitim borilačkim vještinama.
1997. je godine sudjelovao kao hrvatski reprezentativac u superteškoj kategoriji na svjetskom prvenstvu u amaterskom boksu u Budimpešti. Izgubio je u šesnaestini završnice od Rusa Alekseja Lezina na bodove 12:4.

### K-1
1996., 21-godišnji Mirko Filipović nastupio je na K-1 Grand Prix turniru. Prvo je pobijedio prošlogodišnjeg finalista, Jerome Le Bannera, no zatim biva poražen od poznatog Ernesta Hoosta. Ponovno se vratio za 3 godine porazivši Britanca Ricky "Tank" Nicholsona, no onda je izgubio od švicarca Xhavit Bajramija. Poslije toga dobiva pozivnicu za međunarodni turnir gdje je iznenadio cijeli svijet porazivši K-1 borca Mikea Bernarda u jednoj od ponajboljih K-1 borbi dotad. Nakon Bernarda, Mirko je porazio i japansku zvijezdu Musashija te australskog karate borca Sam Greca, dok ga iste večeri nije opet porazio Ernesto Hoost. Jedan od uzroka tog poraza je slomljeno rebro iz prijašnjih borbi.
Nakon toga je nastavio s pobjedama na K-1 turnirima. Pobijeđivao je poznate borce kao što su Peter Aerts, Mark Hunt i Remy Bonjasky. Postao je prvi borac koji je nokautom nakon 86 sekundi pobijedio gorostasnog Bob Sappa zvanog Zvijer. 2000. je pobijedio karate borca Glaube Feitosu i boksača Hiromi Amadu kako bi se plasirao u finale Nagoya Grand Prix turnira. Tamo mu se osvetio Mike Bernardo, a Mirko je opet u tu borbu ušao ozlijeđen šepajući. Bernardo je, naravno, ciljao upravo tu nogu. Zbog tog poteza postao je obožavan u Japanu. Kao finalist je odmah nastupio među najboljih 8 na Grand Prix turniru 2000., no opet ga je pobijedio Hoost. 2001. iznenađujuće ga je nokautirao kanađanin Michael McDonald već u prvoj rundi. Od tada bilježi sjajne pobjede nad Markom Huntom iz ožujka 2002. kada dobiva jednoglasnom odlukom sudaca, Remyem Bonjaskym iz srpnja iste godine, te nad Bob Sappom travnja 2003. nokautom u prvoj rundi (sve po pravilima K-1). Nakon toga je potpisao za MMA organizaciju PRIDE.

### PRIDE Fighting Championships
2001. Cro Cop je prešao u PRIDE, nezadovoljan svojom plaćom kao K-1 borac. Godinu kasnije je napustio posao policajca u Alphi kako bi se koncentrirao na PRIDE turnire. Nakon što je pobijedio Kazujutiya Fujitu u svom MMA debiju, Mirko je imao svoj debi na Pride 17 gdje se borio s Nobuhikom Takadom. Meč je bio održan prema posebnim pravilima koja nalažu ako meč ide do kraja da će biti proglašen izjednačenjem. Mirko se na Inoki Bom-Ba-Ye 2001. borio s Yujiom Nagatom kojeg je nokautirao svojim high kickom nakon samo 18 sekundi meča.
Ista su se pravila održala u Mirkovom meču s tada Prideovim prvakom srednje kategorije Wanderleiom Silvom. Meč je išao do kraja te je bio proglašen nerješenim. 28. kolovoza 2001. se Mirko borio s japanskom superzvijezdom Kazishikiom Sakurabom na Pridovom Shockwave gdje je Mirko pobijedio nokautom nakon što je slomio Sakurabinu orbitalnu kost. Sljedeća borba mu je bila revanš s Kazujutyom Fujitom na Inoki Bom-Ba-Ye 2002. gdje je Mirko pobijedio ovaj put odlukom sudaca.
Filipović se vratio u Pride da bi se borio s bivšim izazivačem u Pridovoj teškoj kategoriji Heath Hearringom na Pride 26 održanog 23. lipnja 2003. Nakon što je protivnika pogodio u jetru svojom lijevom nogom i nastavio ga udarati šakama po podu. Mirko je tada pobjedu ostvario nokautom u prvoj rundi. Nakon toga se borio s ukrajinskim udaračem Igorom Vovchanchynom na Pride Total Elimination 2003. godine. Mirko je pokazao i ovoj borbi da je jaki udarač, nokautiravši Igora svojim lijevim high kickom nakon minutu i trideset sekundi prve runde. Mirko se nakon toga borio s meksičkim profesionalnim hrvačem Dos Carasom Jr. na Pride Bushido gdje ga je nokautirao svojim lijevim high kickom za samo 46 sekundi.
Silne te pobjede dovele su ga do šanse da se za naslov prvaka obračuna s poznatim "Minotaurom" 9. studenog 2003. u kojoj gubi polugom na ruci, a nakon te borbe je priznao da je bio previše samouvjeren u sebe protiv Minotaura.  
2004. Mirko je angažirao Fabricija Werduma kao trenera, ne bi li se unaprijedio u porbi na tlu. Pobijedio je Rona Watermana soccker kickovima u prvoj rundi na Pride 27. Na Pride Bushido 2 je pobijedio Yoshishu Yamamotoa u prvoj rundi nokautom nakon boksačkih serija. Na PRIDEovom turniru 2004. iznenađujuće ga je nokautirao Kevin Randleman dok je uzvrat bio krajem te godine, a Cro Cop je pobijedio giljotinom. 
Cro Cop je u međuvremenu uporno tražio od Pridea da mu dopuste borbu s prvakom Fedorom Emelianenkom. Nakon Randelmana je ostvario 7 pobjeda za redom, uključujući pobjede protiv Hinormitsu Kanehara, Shungom Oyamom, Joshom Barnettom, Aleksandrom Emelianenkom. Protiv Fedora se borio 28. kolovoza 2005. Nakon tri runde Mirko je ipak izgubio jednoglasnom odlukom sudaca. Po mnogima, najbolji borac na svijetu ikad, Fedor Emelianenko, kazao je kako mu je Filipović bio dosad najteži protivnik. Filipović je za poraz okrivio vremensku razliku i probleme sa spavanjem. Borba Mirka i Fedora je proglašena najboljom MMA borbom svih vremena.
Već 23. listopada 2005. Mirko je bio u ringu. Ovaj put s Joshom Barnettom. Nakon tri runde, pobijedio je jednoglasnom odlukom sudaca. Posljednjeg dana 2005. godine poražen je od Marka Hunta odlukom sudaca. Ovaj meč obilježilo je i Mirkovo nošenje tenisica, što je bio presedan, jer se on uvijek bori bos.

### PRIDE Open Weight 2006
5. svibnja 2006. Mirko je opet nastupio na PRIDE-ovom turniru. Prva borba bila je s Ikuhisa Minowom, profesionalnim hrvačem i majstorom mnogih borilačkih vještina. Mirko ga je porazio nakon minutu i deset sekundi razornim boksačkim tehnikama. 1. srpnja 2006. porazio je olimpijskog osvajača zlatne medalje u judu, Hidehiko Yoshidu. Hrvatski borac porazio ga je low kickovima od kojih Japanac više nije mogao stajati na nogama.
10. rujna 2006. Mirko se u polufinalu borio s Wanderlei Silvom, kojeg je nokautirao high kickom u prvoj rundi. I u finalu je po treći puta pobijedio Josha Barnetta koji je morao priznati poraz nakon sto mu je Mirko slomio orbitalnu kost. Mirko je s ovim dvijema pobjedama postao prvak PRIDE-a na svoj 32. rođendan. Nakon borbe je Mirko priznao novinarima da se više ne bi borio da nije osvojio turnir. Također je rekao da mu je to bila najljepša noć u životu i da samo žali za jednim: to što njegov otac nije preživio da vidi njegov uspjeh. Navedeni turnir i uspjeh posvetio je svome ocu.

### UFC
Nakon nekog vremena počele su kružiti priče o njegovom prelasku iz PRIDE-a u američki UFC, tj. Ultimate Fighting Championship. Pretposljednjeg dana 2006. potvrdile su se glasine te je ubrzo potpisan ugovor koji ga obvezuje na 6 borbi.
U prvoj borbi, 3. veljače 2007. godine u Las Vegasu se borio s dotad nepobjedivim Eddiem Sanchezom. Mirko je dominirao u cijeloj borbi u kojoj u konačnici i slavi. Njegova druga borba pod okriljem američkog UFC-a se održala 21. travnja 2007. godine u Manchesteru u Ujedinjenom Kraljevstvu. Mirku se suprotstavio Gabriel "Napao" Gonzaga, čiji se stil borbe bazira na brazilskom jiu jitsuu, iz kojeg posjeduje i crni pojas. Filipović je u svoj team uključio Marcia Corletta, koji je majstor brazilskog jiu jitsua te Cartera Williamsa kako bi se adekvatno pripremio za nadolazeću borbu. Tu borbu je izgubio. Nakon dugog početnog odmjeravanja bez akcije, Gonzaga ruši Mirka na pod i skoro cijelu rundu Mirko provodi na podu u podređenom položaju, primivši mnoštvo udaraca. Borba je završila nokautom pri kraju četvrte minute prve runde. Mirko je prije borbe izjavio da mu svaka borba može biti posljednja i da je on nakon borbe u parteru bio ošamućen i da je vidio dvostruko. Mirko je priznao da je podcijenio kavez i njegova pravila i rekao da će se ubuduće bolje pripremiti za američki UFC.
Nakon te borbe Mirkova sljedeća borba pod UFC-om, održala se 8. rujna 2007. na UFC-u 75 protiv francuskog kickboksača Chieck Konga. Mirko se za tu boru pripremao s bivšim K-1 suparnikom, Remy Bonjaskyem, Gilbert Yvelom te Abu Dhabi Combat Club grapling prvakom Dean Listerom. Za tu borbu glavni Mirkov trener bio Ivan "Hydro" Hippolyte kojeg je nakon te borbe zamijenio Marijanom Žižanovićem kojeg je kasnije opet zamijenio Hippolyte.

### Dream Fighting Championship
Porazi od Gonzage i Konga bila su prva 2 uzastopna poraza u Mirkovoj karijeri. Nakon neuspješnog prvotnog ishoda u UFC-u Mirko se opet vratio novoj japanskoj organizaciji nastaloj na krhotinama bivšeg PRIDE-a, DREAM FC. Mirko je prijelaz u DREAM najavio preko svoga bloga 12. veljače 2008. godine. Već 11. ožujka 2008. godine organizatori su objavili da će Mirkov protivnik biti Tatsuya Mizuno, 15. ožujka 2008. godine na DREAM-u, Mirko je pobijedio Mizuna boksačkim tehnikama nokautom u samo 56 sekundi borbe.
Mirkova sljedeća borba je bila protiv nizozemca Alisteira Overeema na DREAM-u 6, 23. rujna 2008. godine. Dok su borci bili u klinču, Overeem je dva puta koljenom pogodio Mirka u genitalije nakon kojih Mirko nije mogao nastaviti i borba je proglašena bez pobjednika. Zadnjeg dana 2008. godine Mirko se bori s Hong-Choi-manom na priredbi Dynamate! 2008. Mirko je dominirao ručnim i nožnim tehnikama i pogodio Hong Choi-mana unutarnjim lijevim low-kickom te pobijedio nokautom u prvoj rundi. Nakon borbe je Mirko najavio da će ići na operaciju koljena da rekonstruira svoje ligamente.

### Povratak u UFC
Nakon sto se riješio svojih ozljeda Mirko Filipović se vratio u UFC. Na priredbi UFC 99 je pobijedio Mustaphu Al-Turka boksačkim serijama kasnije u prvoj rundi. Na UFC 103 se borio s mladim brazilcem Juniorom Dos Santosom koju predaje zbog zbog puknuća arkade. Planirana je bila borba i s Benom Rothwelom na priredbi UFC 110, ali je Rothwel je meč otkazao zbog bolesti. Umjesto njega se borio s Anthonyjem Peroshom kojeg dobiva prekidom meča.
Na priredbi UFC 115 se borio s bivšim kickboxačem Patom Barryjem u Vancuveru. Mirko u ovom meču slavi zahvatom gušenja i time osvoja bonus za Submission of the night!

### Povlačenje iz MMA-a i povratak u K-1
Početkom 2012. godine, Mirko je najavio da bi se nakon ispunjenja obaveza iz ugovora s UFC-om želio vratiti svojim početcima, točnije u K-1 svijet. Mirko je to i napravio te se povukao iz MMA svijeta i vratio se u K-1 na priredbi Cro Cop Final Fight u ožujku 2012. godine. U zagrebačkoj Areni, gdje je upisao pobjedu protiv Raya Sefoa jednoglasnom odlukom sudaca. U svibnju 2012. godine, Mirko sudjeluje na priredbi K-1 održanoj u Madridu gdje je tehnički nokautirao Lorena Javiera Jorgea u drugoj rundi.
Na K-1 World Grand Prixu koji se održao 15. ožujka 2013., pobijedio je amerikanca Jarrella Millera, dotad neporaženog u kickboksu, Ukrajinca Pavla Žuravljova kombinirajući nožne i ručne tehnike i u završnoj borbi Surinamca Ismaela Londta kojeg je također pobijedio. Tako je postao drugi Hrvat koji je osvojio K-1.
Izgubio je u revanšu protiv Remya Bonjaskog na Gloryju 14 u zagrebačkoj Areni odlukom sudaca. Nakon brojnih otkaza protivnika, sljedeći meč odradio je s Jarrelom Millerom. Mirko je tijekom meča bio agresivniji i koristio je češće nožne tehnike pobijedivši odlukom sudaca.

### Povratak u MMA
31. prosinca 2012. vraća se u MMA ring protiv bivšeg sumo hrvača Shinichija Suzukawe na Inoki Bom-Ba-Ye 2012 u Tokiju te pobjeđuje polugom u prvoj minuti borbe. Sljedeći meč odradio je s Aleksejem Oleynikom koju je izgubio u prvoj rundi gušenjem. 23. kolovoza 2014. pobjeđuje bivšeg olimpijskog pobjednika u judu Satoshia ishiija i oduzeo mu pojas IGF prvaka zbog porezotine koju je Filipović zadao Ishiiju u drugoj rundi. 31. prosinca iste godine održan je i revanš meč u kojoj je Mirko opet pobijedio Ishiija u drugoj rundi svojim legendarnim high-kickom i obranio svoj IGF pojas.

### Drugi povratak u UFC
Početkom 2015. godine počelo se špekulirati o Mirkovom povratku u UFC. Filipović i Dana White su to potvrdili s uvjetom da Mirko revanšira s nekim borcima od kojih je izgubio. Filipović se opet borio u UFC-u travnja 2015. godine. U revanš meču borio se s Gabrielom Gonzagom, čovjeku koji mu je nanio najteži poraz u karijeri. Na priredbi UFC Fight Night 64 u Poljskoj, ostvario je pobjedu prekidom u trećoj rundi tehničkim nokautom.

### Konačni kraj karijere
Prvog dana ožujka 2019. godine Mirko Filipović u Dnevniku Nove TV službeno priopćava da se oprašta od svijeta borilačkih sportova zbog moždanog udara i krvarenja u mozgu koje je pretrpio u veljači 2019. godine. Tada je izjavio "Nikad više u ring neću ući, ne smijem dozvoliti da me netko udari. Moram kontrolni magnet napraviti za tri mjeseca. Nakon toga ću ja trenirati i dalje, boks vreće. Što se tiče borbi, toga više nema. Nažalost, nitko nije htio ovakav kraj, ali tako je, to je život".

## Povijest borbi po pravilima mješovitih borilačkih vještina
| 38 pobjeda (od toga 30 nokauta, 4 predaja i 4 sudačke odluke) te 11 poraza (od toga 6 nokautom, 2 predaje, 3 sudačke odluke), 2 neriješene borbe i 1 nevažeća borba. |                     |                |                           |                                          |                                                                     |       |         |
| Br. | Datum               | Rezultat       | Protivnik                 | Priredba                                 | Način                                                               | Runda | Vrijeme |
| 52. | 16. veljače 2019.   | pobjeda        | Roy Nelson                | Bellator 216                             | sudačka odluka (jednoglasna)                                        | 3     | 5:00    |
| 51. | 30. rujna 2018.     | pobjeda        | Roque Martinez            | RIZIN 13                                 | tehnički nokaut (posjekotina na glavi)                              | 1     | 4:58    |
| 50. | 31. prosinca 2017.  | pobjeda        | Tsuyoshi Kohsaka          | RIZIN World Grand-Prix 2017: Final Round | tehnički nokaut (udarci šakama)                                     | 1     | 1:02    |
| 49. | 31. prosinca 2016.  | pobjeda        | Amir Aliakbari            | RIZIN World Grand-Prix 2016: Final Round | nokaut (udarci šakama)                                              | 1     | 2:03    |
| 48. | 31. prosinca 2016.  | pobjeda        | Baruto Kaito              | RIZIN World Grand-Prix 2016: Final Round | tehnički nokaut (udarac koljenom u tijelo)                          | 1     | 0:49    |
| 47. | 29. prosinca 2016.  | pobjeda        | Muhammed Lawal            | RIZIN World Grand-Prix 2016: 2nd Round   | tehnički nokaut (udarci šakama)                                     | 2     | 1:41    |
| 46. | 25. rujna 2016.     | pobjeda        | Hyun Man Myung            | RIZIN World Grand-Prix 2016: 1st Round   | predaja (ručni trokut)                                              | 1     | 2:20    |
| 45. | 11. travnja 2015.   | pobjeda        | Gabriel Gonzaga           | UFC Fight Night 64                       | tehnički nokaut (udarci laktovima i udarci šakama)                  | 3     | 1:30    |
| 44. | 31. prosinca 2014.  | pobjeda        | Satoshi Ishii             | Inoki Bom-Ba-Ye 2014                     | tehnički nokaut (udarac nogom u glavu i udarci šakama)              | 2     | 5:00    |
| 43. | 23. kolovoza 2014.  | pobjeda        | Satoshi Ishii             | Inoki Genome Fighting 2                  | tehnički nokaut (posjekotina na glavi)                              | 2     | 2:37    |
| 42. | 9. studenoga 2013.  | poraz          | Aleksej Olejnik           | LEGEND 2                                 | predaja (poluga na vratu)                                           | 1     | 4:41    |
| 41. | 31. prosinca 2012.  | pobjeda        | Shinichi Suzukawa         | Inoki Bom-Ba-Ye 2012                     | predaja (poluga na ruci)                                            | 1     | 1:18    |
| 40. | 29. listopada 2011. | poraz          | Roy Nelson                | UFC 137                                  | tehnički nokaut (udarci šakama)                                     | 3     | 1:30    |
| 39. | 19. ožujka 2011.    | poraz          | Brendan Schaub            | UFC 128                                  | nokaut (udarac šakom)                                               | 3     | 3:44    |
| 38. | 25. rujna 2010.     | poraz          | Frank Mir                 | UFC 119                                  | nokaut (udarac koljenom)                                            | 3     | 4:02    |
| 37. | 13. lipnja 2010.    | pobjeda        | Pat Barry                 | UFC 115                                  | predaja (gušenje s leđa)                                            | 3     | 4:30    |
| 36. | 20. veljače 2010.   | pobjeda        | Anthony Perosh            | UFC 110                                  | tehnički nokaut (posjekotina na glavi)                              | 2     | 5:00    |
| 35. | 19. rujna 2009.     | poraz          | Junior dos Santos         | UFC 103                                  | tehnički nokaut (predaja zbog udarca šakom)                         | 3     | 2:00    |
| 34. | 13. lipnja 2009.    | pobjeda        | Mostapha al-Turk          | UFC 99                                   | tehnički nokaut (udarci šakama)                                     | 1     | 3:06    |
| 33. | 31. prosinca 2008.  | pobjeda        | Hong Man Choi             | Dynamite!! 2008                          | tehnički nokaut (udarac nogom u nogu)                               | 1     | 6:32    |
| 32. | 23. rujna 2008.     | nevažeća borba | Alistair Overeem          | DREAM 6                                  | nevažeća borba (udarac koljenom u međunožje)                        | 1     | 6:09    |
| 31. | 15. ožujka 2008.    | pobjeda        | Tatsuya Mizuno            | DREAM 1                                  | tehnički nokaut (udarci šakama)                                     | 1     | 0:56    |
| 30. | 8. rujna 2007.      | poraz          | Cheick Kongo              | UFC 75                                   | sudačka odluka (jednoglasna)                                        | 3     | 5:00    |
| 29. | 21. travnja 2007.   | poraz          | Gabriel Gonzaga           | UFC 70                                   | nokaut (udarac nogom u glavu)                                       | 1     | 4:51    |
| 28. | 3. veljače 2007.    | pobjeda        | Eddie Sanchez             | UFC 67                                   | tehnički nokaut (udarci šakama)                                     | 1     | 4:33    |
| 27. | 10. rujna 2006.     | pobjeda        | Josh Barnett              | PRIDE Final Conflict Absolute            | tehnički nokaut (predaja zbog udaraca šakama)                       | 1     | 7:32    |
| 26. | 10. rujna 2006.     | pobjeda        | Wanderlei Silva           | PRIDE Final Conflict Absolute            | nokaut (udarac nogom u glavu)                                       | 1     | 5:26    |
| 25. | 1. srpnja 2006.     | pobjeda        | Hidehiko Yoshida          | PRIDE Critical Countdown Absolute        | tehnički nokaut (udarci nogom u nogu)                               | 1     | 7:38    |
| 24. | 5. svibnja 2006.    | pobjeda        | Ikuhisa Minowa            | PRIDE Total Elimination Absolute         | tehnički nokaut (udarci šakama)                                     | 1     | 1:10    |
| 23. | 31. prosinca 2005.  | poraz          | Mark Hunt                 | PRIDE Shockwave 2005                     | sudačka odluka (podijeljena)                                        | 3     | 5:00    |
| 22. | 23. listopada 2005. | pobjeda        | Josh Barnett              | PRIDE 30                                 | sudačka odluka (jednoglasna)                                        | 3     | 5:00    |
| 21. | 28. kolovoza 2005.  | poraz          | Fjodor Jemjeljanjenko     | PRIDE Final Conflict 2005                | sudačka odluka (jednoglasna)                                        | 3     | 5:00    |
| 20. | 26. lipnja 2005.    | pobjeda        | Ibragim Magomedov         | PRIDE Critical Countdown 2005            | tehnički nokaut (udarac nogom u tijelo)                             | 1     | 3:53    |
| 19. | 20. veljače 2005.   | pobjeda        | Mark Coleman              | PRIDE 29                                 | nokaut (udarci šakama)                                              | 1     | 3:40    |
| 18. | 31. prosinca 2004.  | pobjeda        | Kevin Randleman           | PRIDE Shockwave 2004                     | predaja (giljotina)                                                 | 1     | 0:41    |
| 17. | 31. listopada 2004. | pobjeda        | Josh Barnett              | PRIDE 28                                 | tehnički nokaut (predaja zbog ozljede ramena)                       | 1     | 0:46    |
| 16. | 15. kolovoza 2004.  | pobjeda        | Aleksandar Jemjeljanjenko | PRIDE Final Conflict 2004                | nokaut (udarac nogom u glavu i udarci šakama)                       | 1     | 2:09    |
| 15. | 19. srpnja 2004.    | pobjeda        | Shungo Oyama              | PRIDE Bushido 4                          | tehnički nokaut (udarci šakama)                                     | 1     | 1:00    |
| 14. | 23. svibnja 2004.   | pobjeda        | Hiromitsu Kanehara        | PRIDE Bushido 3                          | sudačka odluka (jednoglasna)                                        | 2     | 5:00    |
| 13. | 25. travnja 2004.   | poraz          | Kevin Randleman           | PRIDE Total Elimination 2004             | nokaut (udarci šakama)                                              | 1     | 1:57    |
| 12. | 15. veljače 2004.   | pobjeda        | Yoshihisa Yamamoto        | PRIDE Bushido 2                          | tehnički nokaut (udarci šakama)                                     | 1     | 2:12    |
| 11. | 1. veljače 2004.]   | pobjeda        | Ron Waterman              | PRIDE 27                                 | tehnički nokaut (udarci šakama i udarci nogom u glavu)              | 1     | 1:37    |
| 10. | 9. studenoga 2003.  | poraz          | Antônio Rodrigo Nogueira  | PRIDE Final Conflict 2003                | predaja (poluga na ruci)                                            | 2     | 1:45    |
| 9. | 5. listopada 2003.  | pobjeda        | Dos Caras Jr.             | PRIDE Bushido 1                          | nokaut (udarac nogom u glavu)                                       | 1     | 0:46    |
| 8. | 10. kolovoza 2003.  | pobjeda        | Igor Vovčančin            | PRIDE Total Elimination 2003             | nokaut (udarac nogom u glavu)                                       | 1     | 1:29    |
| 7. | 8. lipnja 2003.     | pobjeda        | Heath Herring             | PRIDE 26                                 | tehnički nokaut (udarac nogom u tijelo i udarci šakama)             | 1     | 3:17    |
| 6. | 31. prosinca 2002.  | pobjeda        | Kazuyuki Fujita           | Inoki Bom-Ba-Ye 2002                     | sudačka odluka (jednoglasna)                                        | 3     | 5:00    |
| 5. | 28. kolovoza 2002.  | pobjeda        | Kazushi Sakuraba          | PRIDE Shockwave 2002                     | tehnički nokaut (ozljeda oka)                                       | 1     | 3:17    |
| 4. | 28. travnja 2002.   | neriješeno     | Wanderlei Silva           | PRIDE 20                                 | posebna pravila: neriješena borba ako borba dođe do isteka vremena. | 5     | 3:00    |
| 3. | 31. prosinca 2001.  | pobjeda        | Yuji Nagata               | Inoki Bom-Ba-Ye 2001                     | tehnički nokaut (udarac nogom u glavu i udarci šakama)              | 1     | 0:21    |
| 2. | 3. studenoga 2001.  | neriješeno     | Nobuhiko Takada           | PRIDE 17                                 | posebna pravila: neriješena borba ako borba dođe do isteka vremena. | 5     | 3:00    |
| 1. | 19. kolovoza 2001.  | pobjeda        | Kazuyuki Fujita           | K-1 Andy Hug Memorial                    | tehnički nokaut (posjekotina na glavi)                              | 1     | 0:39    |

## Politička karijera
U studenom 2003. Filipović se kandidirao za Sabor na listi SDP-a iako nije bio član te stranke u čemu je i uspio. Borio se za veće financiranje policije, no uskoro je istupio iz politike. Kasnije je tvrdio kako nije imao dovoljno veza unutar političkih krugova, te je njegov trud time bio uzaludan.

## Zanimljivosti
- Prije svake borbe prilikom ulaska u ring pratila ga je pjesma "The Wild Boys" od Duran Durana.[9]
- U prvom nastupu u UFC prilikom ulaska u ring umjesto tradicionalne "The Wild Boys" pratila ga je službena PRIDE-ova himna.
- Jednom je u ring ulazio uz Shorty-jevu pjesmu "Dođi u Vinkovce" u borbi protiv Marka Hunta.
- Snimio je film imena Ultimate Force.
- Mirko je zaigrao za HNK Cibaliju iz Vinkovaca 5. studenog 2004. na utakmici protiv Vukovara '91.[10]
- Jednom prilikom je otkrio kako je bio u pregovorima za borbu protiv Aleksandra Kareljina, najboljeg hrvača svih vremena, ali borba nikad nije realizirana.

## Vanjske poveznice
- Službena stranica Mirka Filipovića
- Službena Facebook stranica Mirka Filipovića
- Službena Youtube stranica Mirka Filipovića